# Szuperszörnyecskék
A Szuperszörnyecskék (eredeti cím: Super Monsters) 2017-ben indult angol–kanadai televíziós 3D-s számítógépes animációs sorozat, amelynek alkotója Avi Arad. A zeneszerzője Allen Bohbot. A tévéfilmsorozat az Arad Animation, az ICON Creative Studio és a 41 Entertainment gyártásában készült, a 41E Distribution forgalmazásában jelent meg. Műfaját tekintve filmvígjáték-sorozat és fantasyfilmsorozat. A sorozat 2017. október 13-án debütált a Netflix oldalán. Magyarországon szinkronosan 2019. október 15-étől elérhető.

## Szereplők
| Szereplő       | Eredeti hang       | Magyar hang       |
| -------------- | ------------------ | ----------------- |
| Cleo Graves    | Elyse Maloway      | Hermann Lilla     |
| Drac Shadows   | Vincent Tong       | Markovics Tamás   |
| Frankie Mash   | Erin Mathews       | Kossuth Gábor     |
| Katya Spelling | Andrea Libman      | Sipos Eszter Anna |
| Lobo Howler    | Alessandro Juliani | Baráth István     |
| Zoe Walker     | Nicole Anthony     | Tamási Nikolett   |
| Szörcsi        | Diana Kaarina      | Szokol Péter      |
| Esmie          | Britt McKillip     | Orgován Emese     |
| Vida           | Gigi Saul Guerrero |                   |
| Igor           | Ian James Corlett  | Várday Zoltán     |
| Glorb          | Kathleen Barr      |                   |
| Mr. Mash       | Brian Drummond     |                   |
| Mary Mash      |                    |                   |
| Count Dracula  | Edward Fox         |                   |
| Cleopatra      | Nicole Oliver      |                   |
| Mrs. Spelling  | Elishia Perosa     |                   |

### Magyar változat
- Magyar szöveg: Roatis Andrea
- Hangmérnök: Szabó Miklós
- Gyártásvezető: Kassai Zsuzsa
- Szinkronrendező: Pesti Zsuzsanna

A szinkront a Direct Dub Studios készítette.

## Évados áttekintés
| Évad | Évad | Epizódok | Eredeti sugárzás  | Eredeti sugárzás  | Magyar sugárzás   | Magyar sugárzás   |
| Évad | Évad | Epizódok | Évadpremier       | Évadfinálé        | Évadpremier       | Évadfinálé        |
| ---- | ---- | -------- | ----------------- | ----------------- | ----------------- | ----------------- |
|      | 1    | 10       | 2017. október 13. | 2017. október 13. | 2019. október 15. | 2019. október 15. |
|      | 2    | 6        | 2018. október 5.  | 2018. október 5.  | 2019. november 5. | 2019. november 5. |
|      | 3    | 6        | 2019. október 4.  | 2019. október 4.  | TBA               | TBA               |

## További információ
- Hivatalos weboldal (magyarul)
- Hivatalos weboldal (angolul)
- Szuperszörnyecskék az Internet Movie Database oldalon (angolul)